# Giebelfenn
Giebelfenn este o arie protejată (arie specială de conservare — SAC, sit de importanță comunitară — SCI) din Germania întinsă pe o suprafață de 12,35 ha, integral pe uscat.

## Localizare
Centrul sitului Giebelfenn este situat la coordonatele 52°28′00″N 13°05′56″E / 52.4667°N 13.0989°E.

## Înființare
Situl Giebelfenn a fost declarat sit de importanță comunitară în septembrie 2000.

## Biodiversitate
Situată în ecoregiunea continentală, aria protejată conține 1 habitat natural: Mlaștini împădurite.
La baza desemnării sitului se află un număr nedeclarat de specii protejate.
Pe lângă speciile protejate, pe teritoriul sitului au mai fost identificate 12 specii de plante.